# Siseme spectanda
Siseme spectanda är en fjärilsart som beskrevs av Hans Ferdinand Emil Julius Stichel 1909. Siseme spectanda ingår i släktet Siseme och familjen Riodinidae. Inga underarter finns listade i Catalogue of Life.